# Роміта
Роміта (рум. Romita) — село у повіті Селаж в Румунії. Входить до складу комуни Роминаші.
Село розташоване на відстані 375 км на північний захід від Бухареста, 12 км на схід від Залеу, 50 км на північний захід від Клуж-Напоки.

## Населення
За даними перепису населення 2002 року у селі проживали 298 осіб, усі — румуни. Усі жителі села рідною мовою назвали румунську.